# Ozarba itwarra
Ozarba itwarra är en fjärilsart som beskrevs av Swinhoe 1885. Ozarba itwarra ingår i släktet Ozarba och familjen nattflyn. Inga underarter finns listade i Catalogue of Life.